# Josep Maria Terricabras
Josep Maria Terricabras (Calella, Barcelona; 12 de julio de 1946-16 de abril de 2024) fue un filósofo, catedrático y político español.

## Biografïa
Josep Maria Terricabras se licenció en Filosofía y Letras por la Universidad de Barcelona. Se doctoró en Filosofía y Ciencias de la Educación por la Universidad de Barcelona y por la Universidad de Münster (Alemania). Realizó estancias de investigación en la Universidad de Münster, en el St. John’s College de Cambridge (Reino Unido) y en la Universidad de California en Berkeley (EE. UU.).
En 1995 ingresó como miembro de la Sección de Filosofía y Ciencias Sociales del Instituto de Estudios Catalanes. Terricabras era catedrático de Filosofía en la Universidad de Gerona. Además, dirigió la Cátedra Ferrater Mora de Pensamiento Contemporáneo. Su especialidad fue la filosofía contemporánea, y sobre todo la obra del filósofo Ludwig Wittgenstein. Introductor en Cataluña del proyecto Filosofía 3/18 (Philosophy for Children). También dirigió la actualización del Diccionario de filosofía, del filósofo barcelonés José Ferrater Mora.
Fue miembro de la Sociedad Catalana de Filosofía. La mayoría de sus publicaciones están dedicadas a temas de filosofía del lenguaje, lógica, teoría del conocimiento y ética. Por otra parte fue asesor de la Revista de Catalunya y presidente del Comité de Seguimiento de la Declaración Universal de Derechos Lingüísticos y miembro de la Asamblea Nacional Catalana. El 2 de octubre de 2016 sufrió un grave accidente de tráfico del que se recuperó.
Políticamente, cerró la candidatura de Esquerra Republicana por la demarcación de Gerona como independiente a las elecciones al Parlamento de Cataluña de 2012. Asimismo, fue el candidato propuesto por ERC para concurrir como cabeza de lista de L'Esquerra pel Dret a Decidir en las elecciones al Parlamento Europeo de 2014. La coalición, formada, además de por ERC, por Catalunya Sí y por Nova Esquerra Catalana, obtuvo dos eurodiputados, por lo que Terricabras fue eurodiputado durante la legislatura 2014-2019. Como eurodiputado fue miembro de la Comisión de Asuntos Constitucionales, de la Delegación en la Comisión parlamentaria mixta UE-México y de la Delegación en la Asamblea Parlamentaria Euro-Latinoamericana.

## Obra

### Ensayo
- Ètica i llibertat : un assaig, Curial, 1983. ISBN 8472562107
- Fer filosofia avui, Edicions 62, 1988. ISBN 8429727698
- La Comunicació : tòpics i mites de filosofia social , Proa, 1996. ISBN 848256269X
- Atreveix-te a pensar : la utilitat del pensament rigorós a la vida quotidiana, La Campana, 1998. ISBN 9788488791566
- Raons i tòpics : catalanisme i anticatalanisme, La Campana, 2001. ISBN 8495616041
- I a tu, què t'importa? : els valors, la tria personal i l'interès col·lectiu, La Campana, 2002. ISBN 9788495616173
- Pensem-hi un minut : reflexions sobre política i cultura, lúcides, iròniques, sorprenents, Pòrtic, 2004. ISBN 847306481X
- Qüestió de criteri, Mina, 2005. ISBN 8496499006
- Idees de combat : dietari inconvenient, Accent Editorial, 2007. ISBN 9788493609504

### Traducciones
- Ludwig Wittgenstein Tractatus logico-philosophicus, Laia, 1981. ISBN 8472225933
- Ludwig Wittgenstein Investigacions filosòfiques, Laia, 1983. ISBN 84-7222-583-6
- Matthew Lipman, Pimi, Universidad Autónoma de Barcelona. ISBN 8474884705
- Matthew Lipman, Recerca filosòfica : manual d'instruccions per acompanyar La descoberta de l'Aristòtil Mas, Universidad Autónoma de Barcelona 1989. ISBN 8474886201

### Obras colectivas
- Introducción a la lógica borrosa, Ariel, 1995. ISBN 8434404826
- Història del pensament filosòfic i científic, Universidad Abierta de Cataluña, 1997. ISBN 8483187280
- Teoria del coneixement, Universidad Abierta de Cataluña, 2000. ISBN 8484290050
- El Pensament filosòfic i científic, Pòrtic, 2001. ISBN 8473066022
- Què ens expliquen? : com interpretar la informació, Mina, 2006. ISBN 9788496499423